# Средние хомяки
Средние хомяки (лат. Mesocricetus) — род грызунов семейства хомяковых. Обитает на территории Евразии. Включает сирийского хомячка — один из популярнейших видов домашних питомцев.
Недавние исследования показали, что в отличие от почти всех других изученных наземных млекопитающих, два вида этого рода (сирийский хомячок и хомяк Брандта) не имеют цветового зрения.

## Виды
- Сирийский хомячок (Mesocricetus auratus)
- Хомяк Брандта (Mesocricetus brandti)
- Хомяк Радде (Mesocricetus raddei)
- Хомяк Ньютона (Mesocricetus newtoni)